# ベイジル・ウィリアムズ (歴史学者)
アーサー・フレデリック・ベイジル・ウィリアムズ（Arthur Frederic Basil Williams OBE FBA、1867年4月4日 – 1950年1月5日）は、イギリスの歴史学者。18世紀イギリスを専門とし、特に初代チャタム伯爵ウィリアム・ピットと初代スタンホープ伯爵ジェームズ・スタンホープの伝記が高く評価された。このほか、南アフリカで軍人と官僚として働いた経歴があり、セシル・ローズの伝記を著した。

## 生涯
法廷弁護士フレデリック・ジョージ・アドルファス・ウィリアムズ（Frederick George Adolphus Williams）と妻メアリー・キャサリン・レモン（Mary Katharine Lemon）の息子として、1867年4月4日にロンドンで生まれた。
マールバラ・カレッジで教育を受けた後、1886年10月15日にオックスフォード大学ニュー・カレッジに入学、同年にスカラに選出された。
大学を出た後、庶民院の書記官になり、庶民院のジェームソン侵入事件調査委員会の会議に出席した。このとき、委員会に召喚されたセシル・ローズの様子がウィリアムズに強い印象を与えた。1899年に第二次ボーア戦争が勃発すると、ウィリアムズは志願兵として参戦した。南アフリカではアースキン・チルダースと1年間同じ部隊に配属されたことがあり、2人は友人関係になった。
戦後、ウィリアムズは一時帰国したが、直後にケープ植民地総督初代ミルナー子爵アルフレッド・ミルナーのもとに向かい、ヨハネスブルグ市秘書官ライオネル・カーティスの部下として働いた。ウィリアムズが後年回想したところでは、南アフリカでの軍務と行政の経験が歴史学者としてのキャリアに役に立ったという。
ボーア戦争中の1900年から1901年にかけて『English Historical Review』誌にロバート・ウォルポールの外交政策に関する論文を投稿していたが、2度目の帰国後は歴史学者に本格的に転身し、多くの伝記作品を著述した。研究分野は18世紀のイギリスであるが、南アフリカでの経験からセシル・ローズの伝記（1921年出版）も著している。
1910年1月イギリス総選挙で自由党候補としてルイス選挙区から出馬したが、4,572票（得票率33.3%）で落選した。1910年12月イギリス総選挙でラグビー選挙区から出馬したが、4,941票（得票率46.4%）で再び保守党候補に敗れた。
第一次世界大戦が勃発すると、1915年7月30日に予備役の大尉として国防義勇部隊に入隊した。1919年国王誕生日記念叙勲の一環として、1919年6月3日に大英帝国勲章オフィサーを授与された。同年9月23日に国防義勇部隊から引退し、同時に少佐に昇進した。
1921年から1925年までマギル大学の歴史学教授を務め、1925年から1937年に定年退職するまでエディンバラ大学の歴史学部長を務めた。1935年、イギリス学士院フェローに選出された。『オックスフォード英国人名事典』が評するところでは、授業が面白いとは言えないものの、シラバスを改革してヨーロッパ史の比重を上げたという。
エディンバラではドラモンド・プレイス（Drummond Place）に住み、晩年はチェルシーに住んだ。1950年1月5日、ストーク・ニューイントンのアマースト・パーク46号（46 Amhurst Park）で死去した。

## 著作
雑誌寄稿は1900年から1901年にかけて『English Historical Review』誌に投稿したロバート・ウォルポールの外交政策に関する論文がある。
著書は下記の通り。
- The Life of William Pitt, Earl of Chatham（1913年） - 初代チャタム伯爵ウィリアム・ピットの伝記
- Cecil Rhodes（1921年） - セシル・ローズの伝記
- Stanhope: a study in eighteenth-century war and diplomacy（1932年） - 初代スタンホープ伯爵ジェームズ・スタンホープの伝記
- The Whig Supremacy, 1714–60（1939年）
- Carteret & Newcastle: a contrast in contemporaries（1943年）
- Botha, Smuts and South Africa（1946年[1]）

このほか、『英国人名事典』第3増補巻（1927年出版）にルイス・ボータの記事を、第4増補巻（1937年出版）にアースキン・チルダースの記事を寄稿した。
著書のうち、チャタム伯爵とスタンホープ伯爵の伝記は『オックスフォード英国人名事典』で「長年にわたって最も申し分のない伝記」と評されたが、Carteret & Newcastleは「（前述の2冊より）網羅的でなく、バランスも悪い」と評された。

## 家族
1905年12月19日、ドロシー・コールフィールド（Dorothy Caulfeild、1948年3月19日没、フランシス・ウィリアム・コールフィールドの娘）と結婚した。ドロシーは初代チャールモント子爵ウィリアム・コールフィールドの男系子孫である。2人は2男をもうけた。